# Innovationspreis in Medizinisch/Pharmazeutischer Chemie
Der Innovationspreis in Medizinisch/Pharmazeutischer Chemie wird gemeinsam von der Gesellschaft Deutscher Chemiker (Fachgruppe Medizinische Chemie) und der Deutschen Pharmazeutischen Gesellschaft (Fachgruppe Pharmazeutische/Medizinische Chemie) für herausragende wissenschaftliche Publikationen und Ergebnisse auf den Gebieten der medizinischen Chemie oder der pharmazeutischen Chemie vergeben.

## Gutachterverfahren
Über die Preisvergabe wird von einem Gutachtergremium entschieden, dass paritätisch aus GDCh- und DPhG-Mitgliedern zusammengesetzt ist. Der Preis kann auch geteilt werden. Mit der Auszeichnung ist ein gestiftetes Preisgeld in Höhe von € 5.000 verbunden.

## Preisträger
- 1999 – Thomas Carell, Ludwig-Maximilians-Universität München
- 1999 – Martin Schlitzer, Philipps-Universität Marburg
- 2000 – Manfred Jung, Albert-Ludwigs-Universität Freiburg
- 2001 – Andreas Link, Universität Greifswald
- 2001 – Wolfgang Sippl, Halle (Saale)
- 2002 – Jörg Rademann, Universität Tübingen
- 2003 – Franz F. Paintner,  Ludwig-Maximilians-Universität München
- 2005 – Eric Beitz, Christian-Albrechts-Universität zu Kiel
- 2005 – Holger Gohlke, Christian-Albrechts-Universität zu Kiel
- 2006 – Andrea Sinz, Martin-Luther-Universität Halle-Wittenberg
- 2007 – Christoph Sotriffer, Julius-Maximilians-Universität Würzburg
- 2008 – Franz von Nussbaum, Bayer-Schering-Pharma AG
- 2010 – Daniel Rauh, Dortmund
- 2011 – Andreas Bender, Universität Cambridge
- 2011 – Ingo Ott, Universität Braunschweig
- 2012 – Christian Ottmann, Max-Planck-Institut für molekulare Physiologie
- 2013 – Johannes Notni, Technische Universität München
- 2014 – Peter Wich, Johannes Gutenberg-Universität Mainz
- 2015 – Nuška Tschammer, Friedrich-Alexander-Universität Erlangen-Nürnberg und Peter Kolb, Philipps-Universität Marburg
- 2016 – Dennis Schade, Technische Universität Dortmund und Andreas Koeberle, Universität Jena
- 2017 – Anna K. H. Hirsch, Reichsuniversität Groningen
- 2018 – Finn K. Hansen, Universität Leipzig, Alexander Titz, Helmholtz-Institut für Pharmazeutische Forschung Saarland
- 2019 – Andreas Brunschweiger, Technische Universität Dortmund
- 2020 – Oliver Koch, Münster, Daniel Merk, Frankfurt
- 2021 – Pierre Koch, Nina Schützenmeister
- 2022 – Steffen Pockes, Oliver Thorn-Seshold
- 2023 – Matthias Schiedel
- 2024 – Thanigaimalai Pillaiyar
- 2025 – Dmitrii Kalinin